# خالد الثبيتي
خالد الثبيتي مواليد 9 نوفمبر 1992 في السعودية، هو لاعب كرة قدم سعودي يلعب حالياً في نادي الصفا.

## مسيرة اللاعب
كانت بداياته مع نادي النهضة و لعب بعدها مع نادي الشعلة ونادي الجبيل ونادي وج .